# بانوی کوچک
بانوی کوچک فیلمی به کارگردانی و نویسندگی مهدی صباغ‌زاده محصول سال ۱۳۸۰ است.

## بازیگران
| بازیگر            | نقش         |
| علی قربان زاده    | دارا        |
| چکامه چمن ماه     | سارا        |
| اسماعیل شنگله     | پدر سارا    |
| رضا داوودنژاد     | نیما        |
| محمدرضا داوودنژاد | راننده وانت |